# Emilio Taboada
Emilio Taboada (Montevideo, 11 maggio 1982) è un cestista uruguaiano.

## Carriera
Con l'Uruguay ha disputato quattro edizioni dei Campionati americani (2003, 2007, 2009, 2013).